# Pitcairn
Pitcairn ist die Hauptinsel der Pitcairninseln (englisch Pitcairn Islands) und liegt im Pazifik, etwa 5000 km von Neuseeland und rund 5400 km von Südamerika entfernt. Sie ist die einzige bewohnte Insel des Archipels. Weitere Inseln der Gruppe sind Oeno mit dem dazugehörigen winzigen Sandy Island, Henderson und das Atoll Ducie. In der Kreolsprache, dem Pitcairn-Englisch, heißt sie Pitkern.
Pitcairn wurde am 2. Juli 1767 von dem Seekadetten Robert Pitcairn, Sohn des Marineoffiziers John Pitcairn, entdeckt und ist seit 1838 britische Kronkolonie bzw. britisches Überseegebiet. Die Pitcairninseln sind die letzte britische Kolonie im Pazifik.
Die Einwohner der Hauptinsel sind überwiegend Nachfahren der Meuterer von der Bounty und ihrer polynesischen Frauen. Hier wurde 1838 das erste nachhaltige Frauenwahlrecht eingeführt.

## Geografie

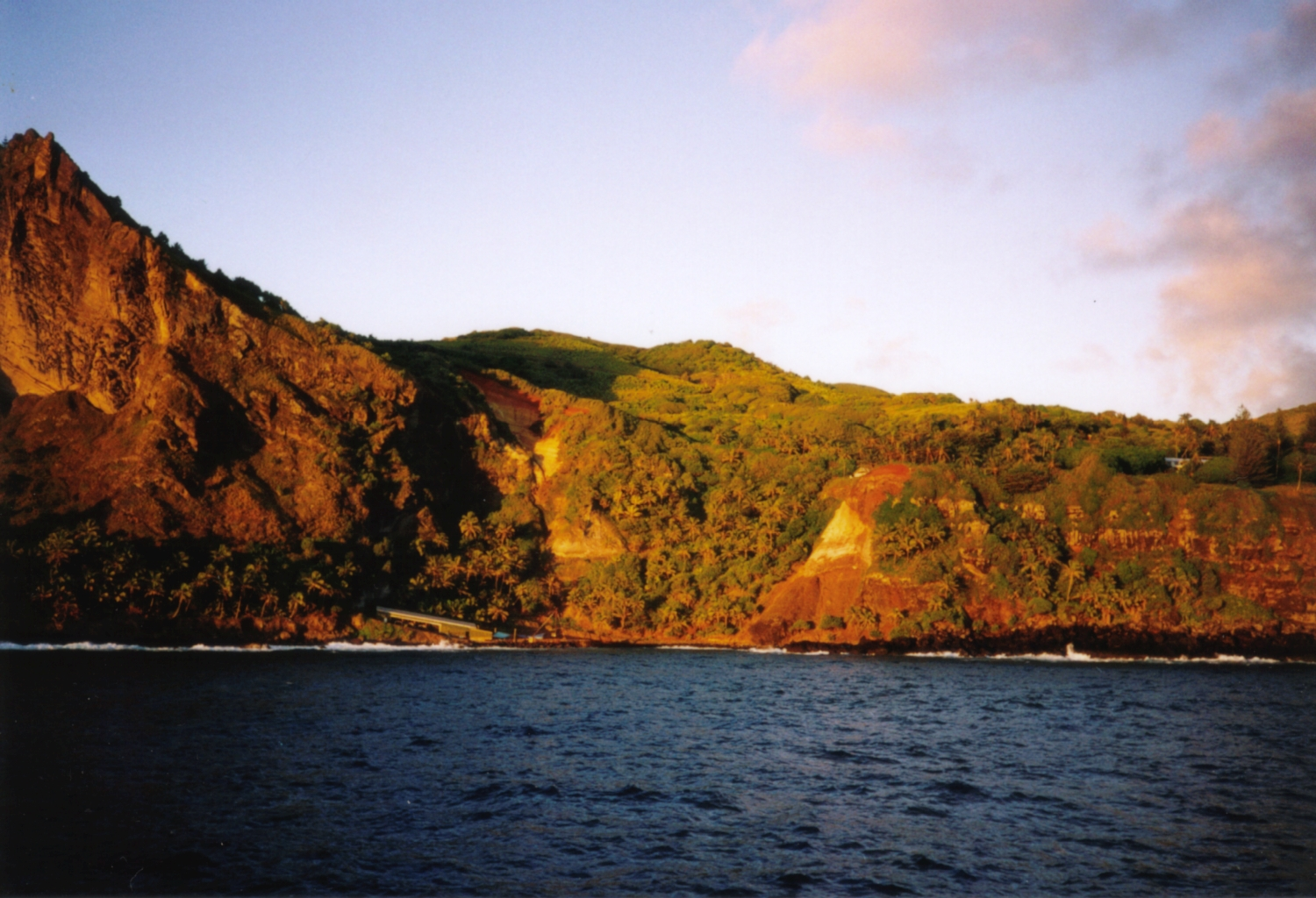
Bounty Bay, „Hill of Difficulties“ und Adamstown im Morgenlicht

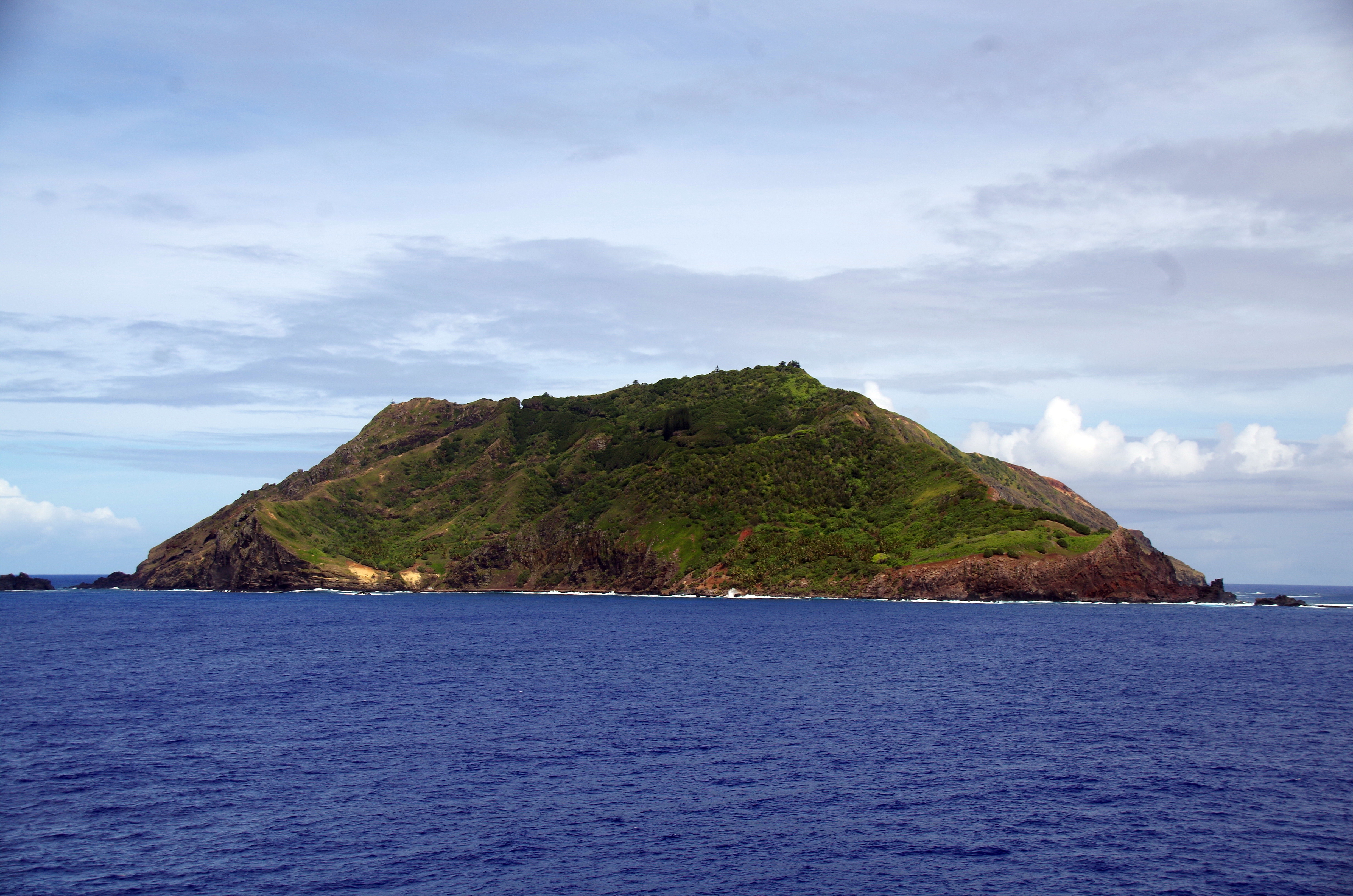
Südwestseite der Insel

Die 4,5 km² große Insel liegt isoliert im Südpazifik. Die nächstgelegenen bewohnten Inseln sind im Osten die Osterinsel in 2000 km Entfernung und im Westen die Gambierinseln in 500 km Entfernung.
Pitcairn ist der Überrest eines geologisch jungen Schildvulkans, der aus Alkaliolivinbasalt, Hawaiit, Mugearit und Trachyt besteht. Die heutige Insel entstand in mehreren Ausbruchsphasen ungefähr zwischen 0,93 Mio. und 0,45 Mio. Jahren BP. Im Gegensatz zu vielen anderen Inseln des Südpazifiks fehlt der umgebende Korallensaum, sodass eine starke Brandung die ungeschützte Küste erreicht. Der Inselsockel ist schmal und fällt abrupt bis in Tiefen von über 3000 Meter ab. Die steilen Klippen der Insel erheben sich unmittelbar aus dem Meer, eine Küstenebene oder einen Strand gibt es nicht. Darüber befindet sich ein stark profiliertes Plateau mit den besiedelten und kultivierten Flächen. Die höchste Erhebung, Pawala Valley Ridge, liegt 347 Meter über dem Meeresspiegel.
Oxidierte vulkanische Schlacke verursacht die auffallend rote Färbung des Bodens. Die Erde ist fruchtbar und das feucht-subtropische Klima mit ergiebigen Regenfällen begünstigt üppiges Wachstum. Die Niederschlagsmenge ist mit jährlich etwa 1700 mm ungefähr zwei- bis dreimal so hoch wie in Augsburg, Deutschlands regenreichster Stadt. Die monatlichen Niederschläge weisen beträchtliche jahreszeitliche Unterschiede auf. In manchen Sommern kann es zu länger dauernden Trockenperioden kommen. Die Temperaturen liegen je nach Jahreszeit zwischen 13 und 28 °C.
Obwohl es insbesondere im Süden und Westen der Insel eine Reihe schluchtartiger Täler gibt, fehlen ganzjährig fließende Bäche, Flüsse und Seen. Die einzige Süßwasserquelle ist „Brown's Water“, westlich von Adamstown, die jedoch nur zeitweilig Wasser spendet und sich nicht zur Wasserversorgung der Insel eignet. Für die Trinkwasserversorgung sind die Einwohner auf die Speicherung von Regenwasser angewiesen.
Die einzige Ansiedlung ist das auf dem Hochplateau oberhalb der Bounty Bay gelegene Adamstown, in der sämtliche Einwohner der Insel leben.

## Flora und Fauna

### Flora

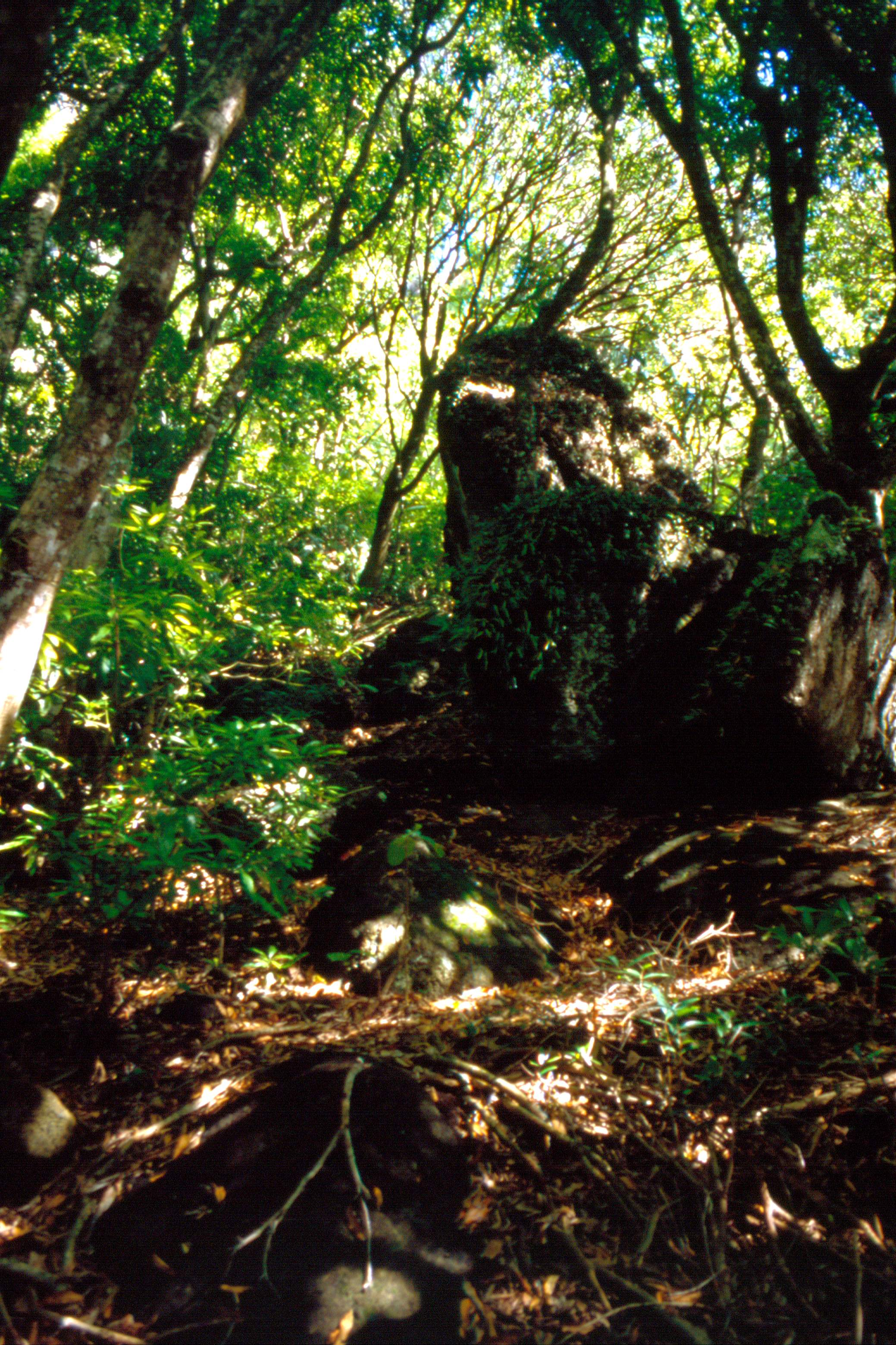
Rest ursprünglicher Vegetation am Garnets Ridge

Pitcairns Küstenregion ist geprägt von Steilküsten, sodass die charakteristische Strandvegetation pazifischer Inseln mit Ipomoea pes-caprae, Argusia argentea (syn.: Heliotropium arboreum) und Pemphis acidula nicht vorkommt.:140 Die Uferbereiche am Fuß der Klippen sind wegen beständigen Salznebels nur spärlich bewachsen mit: Portulaca lutea, Asplenium obtusatum, Mariscus javanicus und Hibiscus tiliaceus
Große Bereiche des Hochplateaus sind von Eingriffen der polynesischen Ureinwohner und der europäischen Siedler geprägt, verbuscht und mit nichtheimischer Flora bedeckt. Weitere Gebiete sind als landwirtschaftliche Kulturflächen angelegt. Ausgedehnte Flächen sind mit dichten, monospezifischen Beständen des Rosenapfels (Syzygium jambos) zugewachsen. Einst als Brennholz eingeführt, hat sich dieser ursprünglich aus Asien stammende, immergrüne Myrtenstrauch, der bis zu 15 Meter hoch werden kann, ausgebreitet und bedroht nun die verbliebene ursprüngliche Flora. Altheimischer Pflanzenwuchs bedeckt mittlerweile weniger als 30 Prozent der Oberfläche, überwiegend Steillagen und abgelegene Täler. Eine Studie des botanischen Institutes des Trinity College in Dublin aus dem Jahr 2002 führt 81 heimische (davon 10 endemische), aber 250 von Menschen eingeführte Pflanzenarten auf. 18 Arten zählen zu den weltweit bedrohten. Die heimische Flora Pitcairns stammt ursprünglich aus Südost-Polynesien, wegen der isolierten Lage und des relativ jungen geologische Alters der Insel ist sie allerdings im Vergleich zu anderen polynesischen Inseln eher unterentwickelt.
Die Reste des heimischen Waldes – den man zu den subtropischen Bergnebelwäldern zählen kann – werden von dem endemischen Baum Homalium taypau dominiert, von den Insulanern Sharkwood Tree genannt, weil sich aus dem Holz Schnitzereien (Haie und Delfine) herstellen lassen. Hier findet sich auch die einzige altheimische Orchidee, die epiphytisch wachsende Taeniophyllum fasciola.:141
Die abgelegenen, schattigen Taleinschnitte, vorwiegend im Osten der Insel, beherbergen einen ausgedehnten Bewuchs mit Farnen, dominiert von den in den Tropen verbreiteten Arten Dicanopteris linearis und Nephrolepis hirsutula. Endemisch und inzwischen sehr bedroht ist der nach Hugh Cuming benannte Wurmfarn Ctenitis cumingii. Eine weitere endemische Pflanze ist der zu den Korbblütlern zählende Bodendecker Bidens mathewsii, der überwiegend in den Kliffs der Südostküste wächst.
Im Norden und Osten der Insel sind die verbuschten Flächen von Hibiskus (Hibiscus), dem  Schwarzen Baumfarn (Sphaeropteris medullaris, syn. Cyathea medullaris), Metrosideros collina sowie Pandanusbäumen (Pandanus) durchsetzt.
Zu den kultivierten Pflanzen gehören Kokospalme, Ananas, Zitruspflanzen, Banane, Papaya, Melone, Guave (die sich inzwischen ausgewildert hat), Zuckerrohr, Yams, Taro, Süßkartoffel und der Brotfruchtbaum.

### Fauna
Die ursprüngliche Fauna an Land beschränkt sich auf Insekten, Schnecken und kleine Reptilien. Alle anderen Tiere wurden vom Menschen eingeführt. Eine große Plage ist inzwischen – seit sie ausgewildert ist und nicht mehr kontrolliert als Nahrungstier gehalten wird – die von den ersten polynesischen Siedlern eingeführte Pazifische Ratte (Rattus exulans). Für den Menschen gefährliche Tiere oder Krankheitsüberträger gibt es nicht. Die seit Besiedlung durch die Meuterer auf der Insel gehaltenen Schweine wurden nicht weiter gezüchtet, nachdem Siebenten-Tags-Adventisten, die Schweine für unrein halten, die Inselbewohner missioniert und sich Ende 1890 sämtliche Einwohner zur Taufe entschieden hatten.
Pitcairn verfügt über eine interessante, aber nicht sehr artenreiche Vogelwelt. Der einzige endemische Landvogel auf Pitcairn ist der Pitcairnrohrsänger (Acrocephalus vaughani), der zur Ordnung der Sperlingsvögel (Passeriformes) zählt. In der Roten Liste der IUCN ist er seit 2008 als stark gefährdet (Endangered) eingestuft. Auf Pitcairn und den umgebenden steilen Felsen nisten zahlreiche Seevögel, zumeist sind es mehrere Arten von Seeschwalben, unter anderen: Feenseeschwalbe (Gygis alba), Weißkappennoddi (Anous minutus), Rußseeschwalbe (Onychoprion fuscatus), Brillenseeschwalbe (Onychoprion lunatus), außerdem Maskentölpel (Sula dactylatra) und Rotschwanz-Tropikvogel (Phaethon rubricauda).
Die in der näheren Umgebung Pitcairns in Tiefen bis zu 20 m am häufigsten festgestellten Fische gehören zu den Lippfischen (Labridae), Doktorfischen (Acanthuridae), Riffbarschen (Pomacentridae) und Strahlenflossern (Actinopterygii).:16 Die  Inselzeitung „The Pitcairn Miscellany“ listet auf, welche und wie viele Fische die Bewohner gefangen haben. Darunter befinden sich hauptsächlich Haie, Doraden, Barrakudas, Red Snapper, Thunfische und gelegentlich ein Marlin.
Am Schelf gibt es Langusten, vorwiegend der Art Panulirus penicillatus (Antilopenlanguste), die von den Insulanern verzehrt, aber auch an vorbeifahrende Schiffe verkauft werden. Einmal im Jahr, im südlichen Winter, kommen Buckelwale (Megaptera novaeangliae) auf ihrem Zug durch den Pazifik vorbei. Auf dem Schelf, das die gesamte Insel umgibt, wurden 15 Arten von Steinkorallen verzeichnet.

## Geschichte

### Vorgeschichte
Die Vorgeschichte Pitcairns liegt mangels schriftlicher Aufzeichnungen weitgehend im Dunkeln. Die polynesischen Völker haben – mit Ausnahme der Rapanui – keine Schrift entwickelt. Man nimmt heute an, dass Pitcairn zwischen 1000 und 1200 n. Chr. von der nordwestlich gelegenen Insel Mangareva im Rahmen der polynesischen Expansion besiedelt wurde.:73 Der japanische Archäologe Yosihiko Sinoto datierte eine Holzkohleprobe von einer Produktionsstätte für Steinbeile bei Jim´s Ground (südlich von Adamstown) mit der Radiokarbonmethode auf das Jahr 1335 n. Chr. (± 105 Jahre).
In einem tradierten Mythos der Marquesas-Inseln heißt es, Te Agiagi, Sohn von Taratahi, dem mythischen Ahnherrn der Marquesas, habe die Insel kolonisiert und sie mit Brotfruchtbäumen bepflanzt. Er gab ihr den Namen Mata-Ki-Te-Ragi, übersetzt: „Anfang des Himmels“.:70 Die Brotfrucht ist die Hauptnahrungspflanze der Marquesas, aus ihr wird Popoi hergestellt, ein fermentierter Brei, der sich in lange in Vorratsgruben hält. Mata-Ki-Te-Ragi wird wahlweise mit der Osterinsel oder mit Pitcairn identifiziert, allerdings wachsen auf der Osterinsel klimatisch bedingt keine Brotfruchtbäume.
Als die Meuterer der Bounty die Insel betraten, fanden sie nicht nur zahlreiche Brotfruchtbäume vor, es waren auch noch Spuren der Ureinwohner sichtbar, darunter Zeremonialstätten mit Standbildern. Obwohl weitaus weniger kunstfertig bearbeitet, wiesen sie der Beschreibung nach eine gewisse Ähnlichkeit mit Bauwerken (Ahu) und Statuen (Moai) der Osterinsel und der Marquesas auf. Überreste davon konnte der britische Forscher Frederick William Beechey noch finden, als er im Rahmen einer Südseeexpedition 1826 die Insel Pitcairn besuchte. Er schreibt dazu:

„To the left of "the Rope" is a peak of considerable height, overlooking Bounty Bay. Upon this eminence the mutineers, on their arrival, found four images, about six feet in height, placed upon a platform; and, according to Adams's description, not unlike the morais at Easter Island, excepting that they were upon a much smaller scale. One of these images, which had been preserved, was a rude representation of the human figure to the hips, and was hewn out of a piece of red lava. Near this supposed morai, we were told that human bones and stone hatchets were occasionally dug up, but we could find only two bones, by which we might judge of the stature of these aborigines. These were an os femoris and a part of a cranium of an unusual size and thickness. The hatchets, of which we obtained several specimens, were made of a compact basaltic lava, not unlike clinkstone, very hard and capable of a fine polish.
Links von „The Rope“ erhebt sich ein Hügel von beträchtlicher Höhe, der die Bounty Bay überragt [gemeint ist wahrscheinlich St. Paul´s Point]. Auf dieser Anhöhe fanden die Meuterer bei ihrer Ankunft vier etwa 2 m hohe Statuen auf einer Plattform. Adams Beschreibung zufolge ähnelten sie den Morais auf der Osterinsel, waren aber deutlich kleiner. Eines dieser Standbilder, als einziges noch erhalten, war das grobe Abbild eines Menschen bis zu den Hüften und aus einem einzigen Stück roter Lava gehauen. In der Nähe dieser vermeintlichen Morai wurden, wie man uns sagte, gelegentlich menschliche Knochen und Steinbeile ausgegraben, wir konnten jedoch nur zwei Knochen finden, anhand derer wir die Statur dieser Ureinwohner beurteilen konnten. Es waren dies ein Oberschenkelknochen und ein Teil eines Schädeldaches von ungewöhnlicher Größe und Dicke. Die Steinbeile, von denen wir mehrere Exemplare bekamen, waren gefertigt aus einer kompakten, sehr harten und gut zum Polieren geeigneten Basalt-Lava, nicht unähnlich dem Phonolith.“

Der belgische Geschäftsmann und Ethnologe Jacques-Antoine Moerenhout, der noch die Gelegenheit hatte, mit John Adams, dem letzten überlebenden Meuterer, zu sprechen, beschreibt offensichtlich die gleiche Zeremonialplattform, allerdings in einem weiter fortgeschrittenen Verfall:

„On m'y montra une hache en pierre dans le genre de celles dont les gens de la Bounty avaient trouvé plusieurs dans l'île à leur arrivée. A cette occasion on parla des maraïs et des statues qu'ils y avaient aussi découverts après leur établissement. Comme je désirais voir ce qui en restait, nous quittâmes la maison de Christian, pour pénétrer plus avant dans l'intérieur. En route, mes guides me dirent que leurs pères, après avoir vu des ruines qui leur avaient paru être les restes d'habitations et de fours où l'on avait fáit du feu, avaient trouvé un maraï d'une étendue considérable, orné, à chaque coin, d'une statue d'environ huit à dix pieds de haut, montée sur des plates-formes en pierres unies et encore très-bien jointes, le tout tombé depuis de vétusté, En cultivent leurs champs, ils avaient trouvé nombre d'ossements humains, non pas à la surface de la terre, mais à une profondeur qui prouvait qu'ils avaient eté enterrés; et, en renversant le maraï, ils y avaient découvert les débris d'un corps mort dont la tête, à peine reconnaissable, était posée sur une grande coquille de nacre, quoique ce coquillage ne se trouve nulle part près de leur île.
Dort zeigte man mir eine Steinaxt von der Art, von der die Besatzung der Bounty bei ihrer Ankunft auf der Insel mehrere Exemplare gefunden hatte. Bei dieser Gelegenheit sprachen sie über die „Marais“ [gemeint sind Marae = polynesische Kultstätten, Zeremonialplattformen] und die Statuen, die sie nach ihrer Besiedlung ebenfalls entdeckt hatten. Da ich sehen wollte, was davon übrig war, verließen wir Christians Haus, um in das Inselinnere zu gehen. Unterwegs erzählten mir meine Führer, dass ihre Väter, nachdem sie Ruinen gesehen hatten, die ihnen wie die Überreste von Behausungen und Feuerstellen vorkamen, eine Kultstätte von beträchtlicher Größe entdeckt hatten. An jeder Ecke war sie mit je einer etwa 2,5 bis 3 Meter hohen Statue geschmückt, die auf einer Plattform aus glatten, noch sehr gut zusammengefügten Steinen standen. Das Ganze war inzwischen verfallen. Beim Bestellen ihrer Felder hatten sie zahlreiche menschliche Knochen gefunden, zwar nicht auf der Erdoberfläche, aber in einer Tiefe, die bewies, dass sie vergraben worden waren. Beim Ausgraben der Kultstätte entdeckten sie die Überreste eines Toten, dessen kaum erkennbarer Kopf auf einer großen Muschelschale aus Perlmutt lag, obwohl diese Muschel nirgendwo in der Nähe ihrer Insel gefunden wurde.“

Katherine Routledge, die Pitcairn im August 1915 besuchte, berichtet von insgesamt drei Marae auf Pitcairn. Eine Zeremonialstätte, von der sie noch Überreste auffinden konnte, befand sich auf dem St. Paul’s Point an der Ostküste, einer signifikanten Anhöhe, die die Bounty Bay überragt. Sie beschreibt die Anlage als Erdaufschüttung von 4 m Höhe, zu der eine mit großen Strandkieseln verkleidete, ansteigende Erdrampe von 11 m Länge führte. Nach den Berichten der Bewohner sollen auf der Plattform ursprünglich drei Steinstatuen gestanden haben, mit dem Gesicht dem Inselinnern zugewandt. Insoweit besteht Vergleichbarkeit mit Bauformen auf der Osterinsel.

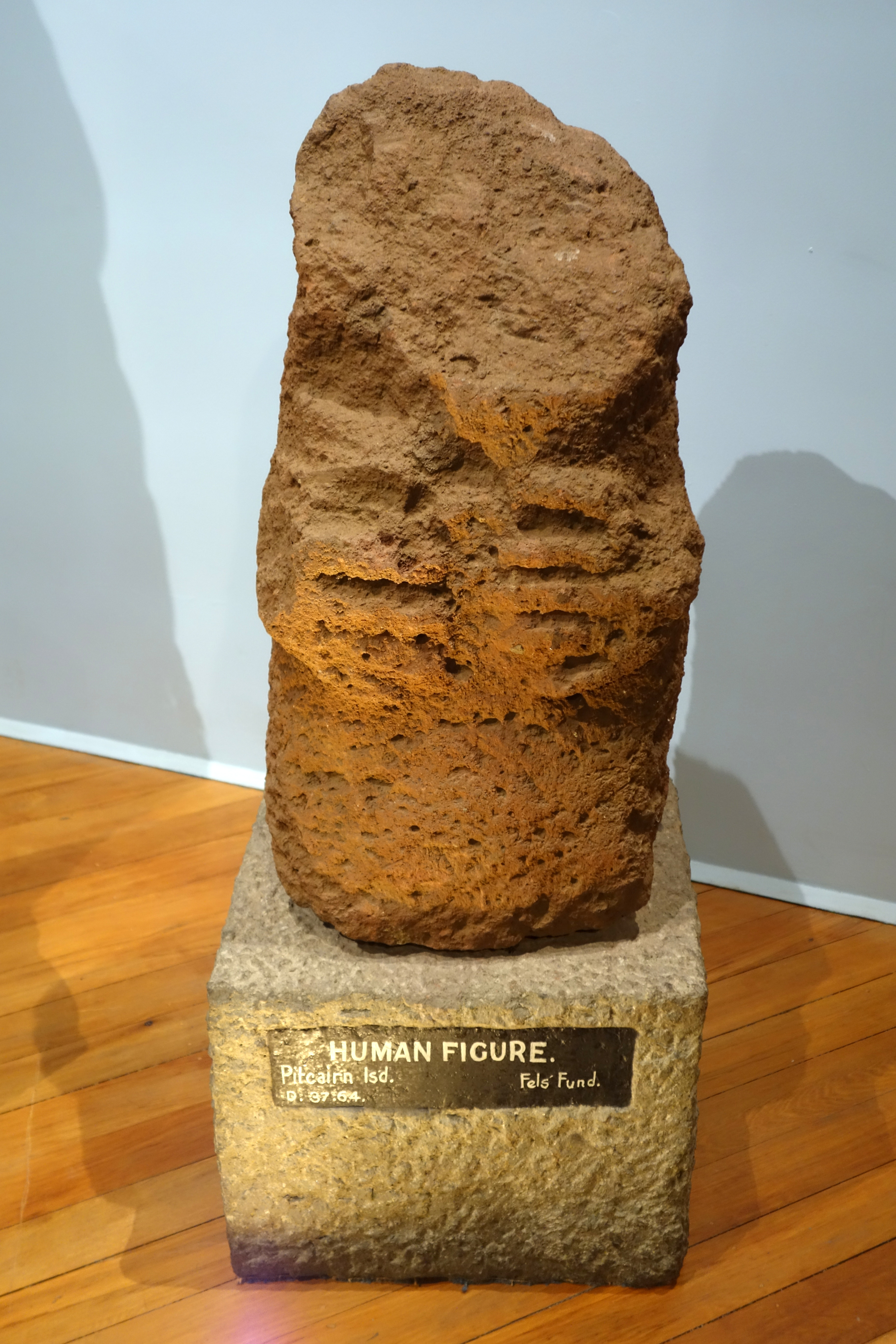
Standbild von Pitcairn im Otago-Museum

Am 10. Januar 1935 kam eine französisch-belgische Expedition unter der Leitung von Alfred Métraux mit dem Schulschiff Mercator nach einem Aufenthalt auf der Osterinsel auf Pitcairn an. Der Archäologe Henri Lavachery, Mitglied dieser Expedition, untersuchte bei „Rope“, einer Bucht im Süden der Insel mit einer von den Ureinwohnern genutzten Lagerstätte von Obsidian, 30 ungeordnet platzierte Petroglyphen mit Darstellungen von Tieren, Menschen und grafischen Symbolen (Kreise, Sterne und andere, nicht bestimmbare Muster). Die weniger als einen Zentimeter tiefen Gravuren an dieser schwer zugänglichen Stelle sind heute noch erkennbar. Eine zweite, weniger zahlreiche und einfacher gestaltete Gruppe von Petroglyphen befindet sich an einem Felsüberhang unterhalb des St.-Pauls Point.
Lavachery erkundete außerdem zwei weitere Standorte von Zeremonialplattformen, die ihm von den Insulanern genannt wurden. Es waren jedoch nur noch geringe Spuren der Bauwerke zu erkennen. Unter dem Haus von Norris Young fand er eine Statue, ein kopfloses Fragment von 76 cm Höhe und 30 cm Durchmesser aus porösem Tuffstein, die Young als Stütze für den Fußboden benutzte. Der menschliche Torso endet, ähnlich wie die Moai der Osterinsel, unterhalb des Nabels. Die beiden übergroßen Hände bedecken das Abdomen, auch dies eine Parallele zu den Statuen der Osterinsel. Die Figur hatte Young am Fuß der Klippen in der Bounty Bay gefunden. Sie gehörte vermutlich zu der von Moerenhout und Routledge beschriebenen, inzwischen zerstörten Zeremonialplattform. Die Skulptur ist das einzig erhaltene Bildwerk von den Ureinwohnern der Pitcairn-Inseln. Sie befindet sich seit 1936 im Otago-Museum, Dunedin, Neuseeland.
Auf der Basis der vorliegenden Berichte ist nicht zu ermitteln, wie viele Steinstatuen es insgesamt auf Pitcairn gegeben hat. Lavachery vermutete drei oder vier. Der Archäologe Arne Skjølsvold, der 1956 mit der „Norwegischen Archäologischen Expedition zur Osterinsel und in den Ostpazifik“ von Thor Heyerdahl nach Pitcairn kam, nimmt an, es seien ursprünglich deutlich mehr gewesen.
Auf Pitcairn findet man einen besonders feinkörnigen, schwarzen Basalt, der sich gut zur Herstellung von Steinwerkzeugen eignet. Eine Werkstatt hat der neuseeländische Archäologe Peter Gathercole 1964 bei Tautama an der Südküste erforscht. Der Archäologe Marshall Weisler von der University of Otago in Neuseeland hat im Rahmen neuerer Forschungen Handelsbeziehungen zwischen Mangareva, Pitcairn und Henderson nachgewiesen. Seine Forschungen belegen den Export von Steinwerkzeugen aus Pitcairn nach Mangareva und Henderson. Über Jahrhunderte unterhielten die Polynesier einen regen Warenaustausch zwischen Pitcairn, Henderson und Mangareva. Das dicht besiedelte Mangareva dürfte die Drehscheibe für diesen Fernhandel gewesen sein, der auch die Tuamotu- und Austral-Inseln umfasste. Die Handelsbeziehungen endeten um 1450 n. Chr., die Gründe dafür lassen sich nicht mehr nachweisen. Der Evolutionsbiologe Jared Diamond vermutet in seinem Buch Kollaps eine von Menschen ausgelöste ökologische Katastrophe auf Mangareva als Ursache. Weisler und Walter nennen soziale Spannungen als Gründe, ausgelöst durch Überbevölkerung und Ressourcenmangel. Pitcairn wurde vermutlich im Verlauf des 17. oder zu Beginn des 18. Jahrhunderts verlassen, bei Ankunft der Europäer war die Insel bereits unbewohnt.:70

### Entdeckungsgeschichte
Das erste europäische Schiff, das Pitcairn erreichte, war 1767 die HMS Swallow unter Kapitän Philipp Carteret. Er benannte die Insel nach dem Seekadetten Robert Pitcairn, der sie zuerst gesichtet hatte.

„We continued our course westward till the evening of Thursday the 2d of July, when we discovered land to the northward of us. Upon approaching it the next day, it appeared like a great rock rising out of the sea: it was not more than five miles in circumference, and seemed to be uninhabited; it was, however, covered with trees, and we saw a small stream of fresh water running down one side of it. I would have landed upon it, but the surf, which at this season broke upon it with great violence, rendered it impossible. I got soundings on the west side of it, at somewhat less than a mile from the shore, in twenty-five fathom, with a bottom of coral and sand; and it is probable that in fine summer weather landing here may not only be practicable but easy. We saw a great number of sea birds hovering about it, at somewhat less than a mile from the shore, and the sea here seemed to have fish. It lies in latitude 20° 2′S., longitude 133° 21′W. and about a thousand leagues to the westward of the continent of America. It is so high that we saw it at the distance of more than fifteen leagues, and it having been discovered by a young gentleman, son to Major Pitcairn of the marines, who was unfortunately lost in the Aurora, we called it Pitcairn's Island. While we were in the neighbourhood of this island, the weather was extremely tempestuous, with long rolling billows from the southward, larger and higher than any I had seen before.
Wir setzten unsere Fahrt westwärts fort, bis wir am Donnerstagabend, dem 2. Juli [1767], nördlich von uns Land entdeckten. Als wir uns am nächsten Tag näherten, sah es aus wie ein riesiger Fels, der sich direkt aus dem Meer erhob, nicht mehr als fünf Meilen im Umfang und anscheinend unbewohnt. [Der Fels] war mit Bäumen bewachsen, und wir sahen ein schmales Rinnsal von Süßwasser, das an der Seite ins Meer ablief. Ich wäre dort gelandet, aber die Brandung, die zu dieser Jahreszeit mit großer Gewalt auftraf, machte das unmöglich. Etwas weniger als eine Meile von der Küste entfernt erhielt ich Lotungen an der Westseite des Felsens mit 46 Metern Tiefe und einem Boden aus Korallen und Sand. Bei schönem Sommerwetter dürfte eine Landung hier nicht nur möglich, sondern sogar einfach sein. In etwas weniger als eine Meile vom Ufer entfernt sahen wir viele Seevögel darum kreisen, und das Meer hier schien fischreich zu sein. [Der Fels] liegt bei 20° 2′ Süd und 133° 21′ West, etwa 1.000 Leugen [5.556 Kilometer] westlich des amerikanischen Kontinents. Er ist so hoch, dass wir ihn aus mehr als 80 Kilometern Entfernung sahen. Da er von einem jungen Mann entdeckt wurde, dem Sohn von Major Pitcairn von der Marine, den wir unglücklicherweise in der „Aurora“ (?) verloren [gemeint ist der Major der Seesoldaten John Pitcairn, der in der Schlacht von Bunker Hill tödlich verwundet wurde], nannten wir ihn Pitcairns Insel. Während wir uns in der Nähe dieser Insel aufhielten, herrschte extrem stürmisches Wetter mit langen, rollenden Wogen aus dem Süden, größer und höher als alles, was ich je zuvor gesehen hatte.“

Die von Carteret angegebene Position ist sowohl in der Längen- als auch in der Breitenbestimmung ungenau. Dies führte dazu, dass die Insel zwar in den Seekarten verzeichnet war, jedoch weitab von der tatsächlichen Position.
James Cook hatte Carterets Logbuch gelesen und beabsichtigte, auf seiner zweiten Südsee-Expedition 1773 die Insel aufzufinden. Das Auftreten von Skorbut auf dem Begleitschiff Adventure verhinderte jedoch eine langwierige Suche, und Cook lief stattdessen direkt Tahiti an.

### Die Meuterer derBounty

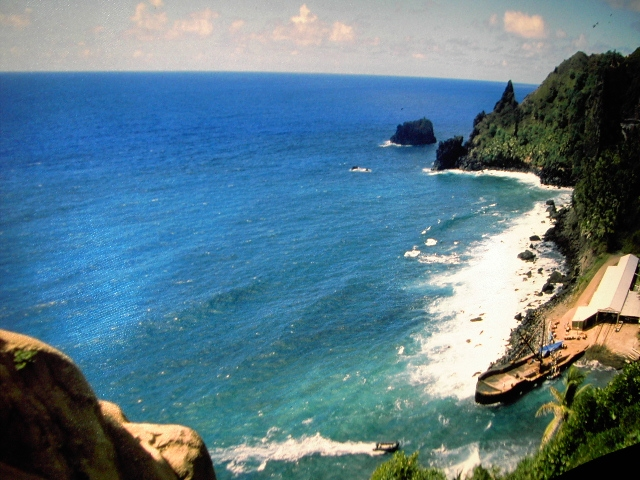
Bounty Bay mit Bootsschuppen und Landestelle (unten rechts)

Fletcher Christian, der Anführer der Meuterei, kannte ebenfalls Carterets Bericht und hielt die Insel für den geeigneten Zufluchtsort vor den britischen Schiffen, die die Admiralität zur Festnahme der Meuterer entsenden würde. Die insgesamt neun Europäer, sechs polynesischen Männer und zwölf polynesischen Frauen sichteten die felsige Insel am 15. Januar 1790. Die acht Briten, die Christian begleiteten, waren der Seekadett Edward „Ned“ Young, die Matrosen Alexander Smith (alias John Adams), Isaac Martin, William McCoy, John Mills, Matthew Quintal, John Williams und der zweite Gärtner William Brown. Sie konnten aber wegen der starken Brandung erst drei Tage später mit einem Beiboot anlanden.
Christian erkundete mit zwei Gefährten die Insel zwei Tage lang und fand sie unbewohnt, aber bewohnbar. Es gab Kokospalmen und Brotfruchtbäume, und er fand Anzeichen früherer polynesischer Besiedlung. Schweine, Ziegen, Hühner, Yamswurzeln und Süßkartoffeln wurden auf der Bounty mitgeführt. In der heutigen Bounty Bay fand sich die einzige geeignete Landungsstelle. Ausrüstungsgegenstände und brauchbare Schiffsteile wurden in den folgenden zwei Tagen an Land gebracht. Aus der Siedlung, die die Meuterer bereits am ersten Tag oberhalb der Bounty Bay errichteten, entstand das heutige Adamstown.
Nach längeren Debatten steckte der Matrose Matthew Quintal am 23. Januar 1790 aus eigenem Entschluss das Schiff in Brand, um eine Entdeckung auszuschließen.:481 Das Zusammenleben der Siedler orientierte sich an den Wertvorstellungen der Europäer, was von Anfang an Konflikte verursachte. Nach einer gründlichen Erkundung der Insel teilte Fletcher Christian das Land auf. Neun weiße Männer, neun Teile, die Polynesier gingen leer aus und wurden wie Diener und unbezahlte Arbeiter behandelt. Jeder Europäer hatte eine polynesische Gefährtin. Die sechs polynesischen Männer bildeten drei ungleiche Haushalte: Tararo, der ranghöchste, lebte mit Toofati (genannt Nancy) zusammen, die anderen Polynesier mussten sich die übrigen zwei Frauen teilen.:104
Kaum zwei Jahre nach der Landung der Bounty stürzte die Frau des Schmieds John Williams von den Klippen in den Tod, zudem starb die Gefährtin von Alexander Smith (alias John Adams) an einer Lungenkrankheit. Mit Billigung der sieben anderen Engländer nahm Williams „Nancy“, die Frau von Toofati, in seinen Haushalt auf, und Adams nahm Tinafanaea (genannt Mary) zu sich, die mit drei der Polynesier zusammengelebt hatte.:105 Der schon lange schwelende Konflikt eskalierte. Am 20. September 1793 töteten die Polynesier John Williams sowie drei weitere Engländer, am 3. Oktober ermordeten sie Fletcher Christian. Diese Taten zogen weitere Racheakte nach sich. Bald darauf waren alle polynesischen Männer und eine Frau getötet, teils aus Eifersucht untereinander, teils von den überlebenden Meuterern.:31 1794 lebten nur noch Young, der inzwischen die Führung übernommen hatte, Adams, Quintal, McCoy, zehn polynesische Frauen und die Kinder.
Der Schotte McCoy begann, aus der zuckerhaltigen Wurzel der Keulenlilie (Cordyline fruticosa, polynesisch: ti; aus den verbrannten Blättern dieser Pflanze stellten die Polynesier die Tätowierfarbe her) im Kupferkessel der Bounty Schnaps zu brennen und stürzte sich im Delirium mit einem um den Hals gebundenen Stein ins Meer.:31:30 Als Quintals Lebensgefährtin beim Sammeln von Vogeleiern tödlich verunglückte, begehrte er die Frau eines der beiden verbliebenen Engländer. Da Quintal dem Alkohol verfallen war und er eine ernsthafte Gefahr für die Kolonie darstellte, erschlugen ihn Young und Adams 1799 mit einem Beil.:31:111

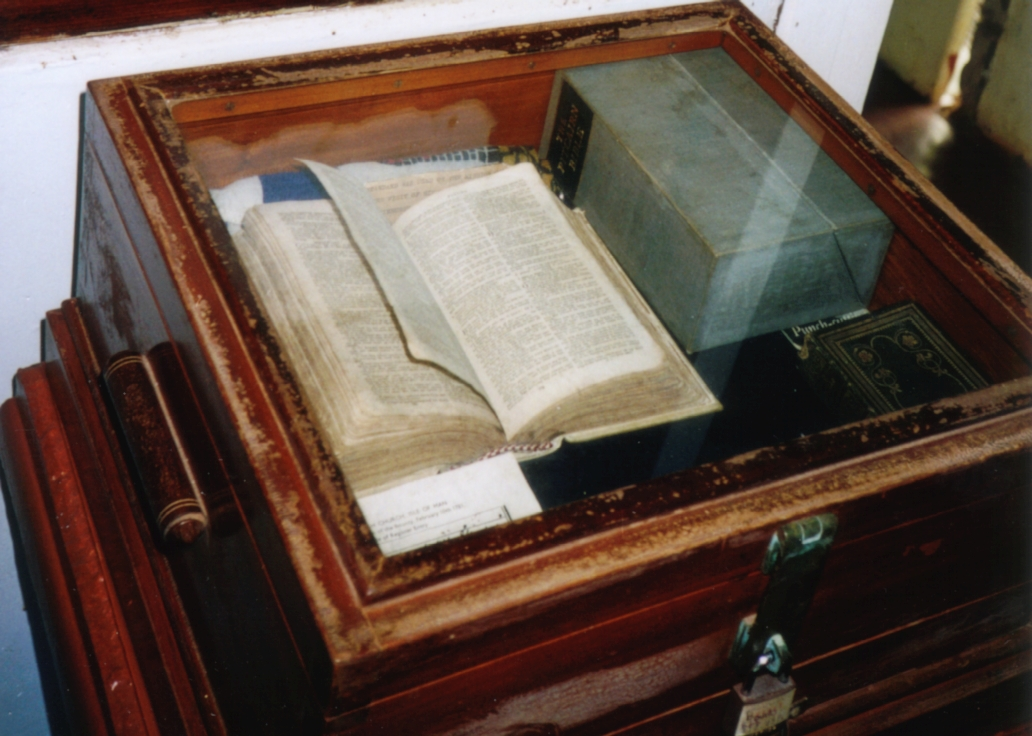
Bibel der Bounty

Als Edward Young am 25. Dezember 1800 an Asthma starb, blieb John Adams als einziger erwachsener Mann übrig, zusammen mit zehn Polynesierinnen und inzwischen 23 Kindern der Europäer. Die polynesischen Männer hatten keine Nachkommen hinterlassen. Young hatte kurz vor seinem Tod dem ungebildeten Adams anhand der Schiffsbibel der Bounty das Lesen beigebracht. Adams las täglich in der Bibel, begann ein gottesfürchtiges Leben, verbot den Alkohol und hielt regelmäßige Gottesdienste ab. Am 5. März 1829 starb er als angesehenes Oberhaupt der kleinen Gemeinde eines natürlichen Todes.:472
Die Admiralität hatte im November 1790 die Fregatte HMS Pandora unter Captain Edward Edwards ausgesandt, um die Meuterer aufzuspüren und festzunehmen. Auf der Hinreise kam Edwards zwar der Insel Pitcairn nahe, sichtete sie jedoch nicht. Er segelte nach Tahiti und nahm alle vierzehn noch dort lebenden Mannschaftsmitglieder der Bounty gefangen. Auf der Rückreise durchkreuzte das Schiff die weiter westlich gelegenen polynesischen Inseln auf der erfolglosen Suche nach weiteren Meuterern. Am Great Barrier Reef, vor der Nordostküste von Australien, lief die Pandora im August 1791 auf ein Korallenriff und sank. Dabei ertranken vier der Gefangenen, die zehn überlebenden Männer der Bounty erreichten im September Timor und wurden von dort nach Portsmouth gebracht, wo ihnen im September 1792 der Prozess gemacht wurde. Drei wurden gehängt, die anderen freigesprochen bzw. begnadigt.:17 f.

### Wiederentdeckung
Wiederentdeckt wurde Pitcairn von Mayhew Folger (auch: Matthew Folger), einem amerikanischen Robbenjäger, der auf seinem Schiff Topaz am 6. Februar 1808 eine Insel sichtete, die es auf dieser Position eigentlich nicht geben sollte. Nach der Beschreibung Carterets, die ihm bekannt war, vermutete er, dass er dessen Insel entdeckt hatte. Allerdings wunderte Folger sich über den Rauch auf dem als unbewohnt beschriebenen Felsen. Als die Topaz in der Bounty Bay ankerte, ruderten drei junge Inselbewohner zum Schiff, die Folger auf Englisch mitteilten, dass sie Nachkommen der Bounty-Meuterer seien. Folger war einige Tage Gast in der 35 Personen zählenden Kolonie und führte mit Adams lange Gespräche. Zum Abschied schenkte ihm Adams den Kompass und den Kendall-Chronometer der Bounty. Nach seiner Rückkehr übersandte er mit Datum vom 1. März 1813 der Britischen Admiralität einen Bericht über den Verbleib der Bounty-Meuterer. Folgers Brief stieß aber dort wegen der Napoleonischen Kriege offenbar auf wenig Interesse.

### Eingliederung in das Vereinigte Königreich
Am 17. September 1814 kamen die beiden Fregatten HMS Briton und HMS Tagus vor Pitcairn an. Die Kapitäne Thomas Staines und Philip Pipon, die von der Entdeckung Folgers sechs Jahre zuvor nichts wussten, waren beeindruckt von der friedlichen und gottesfürchtigen Gemeinschaft, die sie vorfanden. Adams wollte freiwillig nach England zurückkehren und sich dem Gericht stellen, aber die Insulaner flehten die Kapitäne an, ihn auf der Insel zu lassen. In seinem späteren Bericht an die Admiralität war Kapitän Staines voll des Lobes über John Adams und die Lebensweise der Nachkommen der Bounty-Meuterer:

„A venerable old man, named John Adams, is the only surviving Englishman of those who last quitted Otahite in her, and whose exemplary conduct and fatherly care of the whole of the little colony, could not but command admiration. The pious manner in which all those born on the island have been reared, the correct sense of religion which has been instilled into their young minds by this old man, has given him the pre-eminence over the whole of them, to whom they look up as the father of the whole and one family.
Ein ehrwürdiger alter Mann namens John Adams ist der einzige noch lebende Engländer von denen, die Tahiti zuletzt verließen. Sein vorbildliches Verhalten und seine väterliche Fürsorge für die gesamte kleine Kolonie kann nur Bewunderung erregen. Die fromme Erziehung, die dieser alte Mann allen auf der Insel Geborenen anerzog, sowie der in ihren jungen Geist eingeflößte rechte Sinn für Religion haben ihm die Vormachtstellung über sie alle eingebracht, zu dem sie als Vater der gesamten Familie aufblicken.“

In den Folgejahren gab es weitere Besuche. Walfänger nutzten die Möglichkeit, sich mit Frischwaren zu versorgen. In den Berichten, die sporadisch in der Presse erschienen, wurde die isolierte Gemeinschaft romantisch verklärt und daher von frommen Spendern mit Bibeln, Gesang- und Gebetbüchern, aber auch mit Hausrat und Werkzeug versorgt. Im Jahr 1823 blieben als erste neue Siedler der Schiffszimmermann John Buffett und John Evans vom britischen Walfangschiff Cyrus auf der Insel. Buffett heiratete Dorothy (Dotty), die Tochter von Edward Young, dem Midshipman der Bounty, und führte fortan das Inselregister mit Geburten, Heiraten und Todesfällen.
Am 5. November 1828 kam als Neusiedler George Hunn Nobbs, wie er behauptete, der uneheliche Sohn eines Marquis. Der gebildete Nobbs führte nach dem Tod von John Adams das Inselregister weiter, unterrichtete die Insulaner und betätigte sich als Laienprediger.:76 Am 8. August 1852 kam die HMS Portland mit Vizeadmiral Sir Fairfax Moresby, Commander-in-Chief der britischen Pacific Station, vor Pitcairn an. Als das Schiff am 11. August 1852 wieder abfuhr, war George Nobbs an Bord, der über Valparaiso nach England reiste. 1852 wurde er vom Bischof von London ordiniert und kehrte am 15. Mai 1853 mit der Portland nach Pitcairn zurück.:76:38
Am 6. März 1831 wurden alle Bewohner mit den Schiffen Lucy Ann und Comet evakuiert, nachdem Befürchtungen einer drohenden Übervölkerung und einer damit einhergehenden Hungersnot dazu geführt hatten, dass sich die britischen Kolonialbehörden um einen alternativen Siedlungsort bemühten. Dem Angebot von Königin Pomaré IV., nach Tahiti zu gehen, folgten schließlich alle 86 Bewohner in der Hoffnung, sich dort spirituell mit den Vorfahren vereinigen zu können. Aber einige Pitcairner starben an Infektionskrankheiten, gegen die sie auf ihrer isolierten Insel keine Immunität entwickelt hatten, darunter Fletcher Christians Sohn Thursday October. Bereits am 2. September 1831 kehrten 65 Auswanderer mit der US-amerikanischen Brigg Charles Doggett nach Pitcairn zurück. Die streng religiös erzogenen Pitcairner hatten sich auf Tahiti nicht zurechtgefunden, da sie die Lebensweise der Tahitianer als amoralisch betrachteten.
Am 28. Oktober 1832 landete die Bark Maria mit dem amerikanischen Abenteurer Joshua Hill auf Pitcairn. Er gab sich als Gesandter der britischen Regierung aus und nannte sich fortan „Captain“, „Lord“ oder „President of the Commonwealth of Pitcairn“.:119 In der Folge übte er eine autoritäre Herrschaft über die Inselbewohner aus und verhängte schon für kleine Vergehen harte Strafen. Aber er hatte den Fehler begangen, sich als Verwandten des Duke of Bedford auszugeben. Als am 10. Januar 1837 die Brig HMS Acteon unter dem Kommando von Edward Russel, dem Sohn von John Russell, 6th Duke of Bedford, auf Pitcairn ankam, flog der Schwindel auf.:15 Da offenbar geworden war, dass Hill keinerlei Legitimation der britischen Regierung hatte, musste er die Insel verlassen und wurde am 6. Dezember 1837 mit der Fregatte HMS Imogene nach Valparaíso abgeschoben.:17:63–64
Wegen dieser Erfahrung und wegen einiger Übergriffe von Walfängern strebten die Pitcairner den Schutz der britischen Krone an.:64 Mit Unterstützung des Kapitäns der britischen Sloop HMS Fly, Russell Elliott, formulierten sie eine Verfassung für die Inselgemeinschaft, die am 30. November 1838 an Bord der Fly unterzeichnet wurde.:18 Mit dem British Settlements Act vom 16. September 1887 wurde Pitcairn dem Britischen Königreich auch de jure unterstellt.

### Emigration auf die Norfolkinsel und Mission
1856 hatte Pitcairn bereits 193 Einwohner, mit zunehmender Tendenz. Nach einigen Naturkatastrophen befürchteten die Insulaner, dass sich die inzwischen beträchtlich angewachsene Inselgemeinde nicht mehr selbst ernähren könne. Sie wandten sich an die britische Verwaltung, um eine neue Heimstatt zu finden. Die britische Strafkolonie auf der heute zu Australien gehörenden Norfolkinsel war 1855 aufgegeben worden, aber die Gebäude – solide, aus Stein gebaute Kasernen, Verwaltungsgebäude und sogar eine Kirche – waren noch in gutem Zustand. Die Pitcairner nahmen das Angebot an und wurden auf die 6000 Kilometer westlich gelegene Insel Norfolk gebracht.:144
Im Januar 1859 kehrten 16 Emigranten unter der Führung von Moses und Mayhew Young nach Pitcairn zurück, 1864 folgten vier weitere Familien. Die übrigen blieben auf der Insel Norfolk. Heute besteht ein Drittel der dortigen Bevölkerung aus deren Nachkommen.
Das Schiff St. John aus San Francisco brachte am 18. März 1876 eine Kiste mit Publikationen der Siebenten-Tags-Adventisten auf die Insel, die bei den frommen Pitcairnern das Interesse für die Glaubensgemeinschaft weckten.:50 Der Missionar der Adventisten John L. Tay (1832–1892), ehemaliger Marinesoldat im Sezessionskrieg, der am 18. Oktober 1886 mit HMS Pelican nach Pitcairn kam, wurde daher enthusiastisch begrüßt.:61 Er konnte die Insulaner überzeugen, den Sabbat (Samstag), den siebten Wochentag nach der biblischen Zählung, als religiösen Feiertag einzuführen. Dies ermutigte die Kirchenältesten zu weiterer Missionsarbeit und die Adventisten ließen in Benicia (Kalifornien) einen Zweimastschoner bauen, der Missionare auf abgelegene und schwer erreichbare Inseln im Pazifik bringen sollte. Das Schiff wurde Pitcairn getauft und segelte im Oktober 1890 mit John Tay und seiner Frau Hannah, Pastor Gates und seiner Frau sowie einem weiteren Missionars-Ehepaar nach Pitcairn, wo sie am 25. November 1890 ankamen. Der Laienprediger Tay löste damit sein Versprechen ein, einen ordinierten Geistlichen der Adventisten zur Insel zu bringen. Ihm gelang es, innerhalb von drei Wochen sämtliche Einwohner der Insel zu taufen, ihre Nachkommen sind heute noch Adventisten. Zu Beginn des zwanzigsten Jahrhunderts gab es dank der weltweiten Spenden der Adventisten auf Pitcairn bereits eine Zeitung, eine Schule und einen Kindergarten.
Als erstes deutsches Schiff erreichte die Dreimast-Bark Admiral Tegetthoff, gebaut 1871 bei D. H. Wätjen und Co., Bremen, am 13. September 1877 die Insel Pitcairn.:51
In der Nacht zum 23. Januar 1875 havarierte die Cornwallis, ein britisches Segelschiff mit eisernem Rumpf, an der Nordseite der Insel Pitcairn und lief innerhalb kürzester Zeit voll Wasser. Mithilfe der Pitcairner konnte sich die gesamte Mannschaft retten. Während der Aktion wurde der zwölfjährige Sohn von Moses Young von einem Felsen gespült und ertrank.

### 20. Jahrhundert
Mit der Eröffnung des Panamakanals 1914 endete die Isolation, denn Pitcairn lag auf der Schiffsroute nach Neuseeland. Schiffe besuchten nun häufiger die Insel. Im Zweiten Weltkrieg stationierte die Royal New Zealand Navy Beobachter auf Pitcairn, um mögliche Aktivitäten der Kaiserlich Japanischen Marine zu überwachen, zunächst mit dem Funkamateur Nelson Dyett, der mit einer Pitcairnerin verheiratet war. Später wurde eine vollwertige Küstenwache mit vier Militärfunkern eingerichtet.
Nach dem Zweiten Weltkrieg ließen die Interessen Großbritanniens nach, sodass – in Ermangelung eines Hafens und eines Flugplatzes – erneut eine relative Isolierung einsetzte.
Im Mai 1937 kam es auf Pitcairn zu einem Mordprozess, eine Frau wurde von mehreren anderen Frauen beschuldigt, ihren Mann vergiftet zu haben. Zur Unterstützung der Ermittlungen des Insel-Magistrats reiste der britische Konsul von Tonga an. Das Verfahren wurde wegen Mangels an Beweisen eingestellt.:143
Am 26. Januar 1957 ankerte die Brigantine Yankee (ex Duhnen, gebaut 1919 in Emden) vor Pitcairn. Eigner und Kapitän war der Autor und Segler Irving McClure Johnson. Mit an Bord war im Auftrag der National Geographic Society der Abenteurer, Taucher und Fotograf W.H. („Buzz“) Fawcett. Er tauchte in Bounty Bay und fand einen Anker der Bounty, der am 30. Januar gehoben wurde und lange Zeit vor dem Gemeindehaus von Pitcairn stand (heute im Pitcairn Museum).:185
Am 21. Februar 1971 erreichte die königliche Yacht Britannia Pitcairn auf der Fahrt von der Osterinsel nach Rarotonga. An Bord war Prinz Philip, Duke of Edinburgh und u. a. sein Onkel Louis Mountbatten, die die Insel für einen Kurzbesuch betraten.:221
Lange Zeit wurde Pitcairn durchschnittlich nur vier- bis sechsmal im Jahr von einem Containerschiff angelaufen, das die lebensnotwendigen Güter und Post überbrachte, seit 2009 besteht jedoch eine regelmäßige Schiffsverbindung von Neuseeland über Französisch-Polynesien nach Pitcairn. Gelegentlich kommt auch ein Kreuzfahrtschiff zu Besuch.

### Einwohnerentwicklung
Seit den 1980er-Jahren liegt die Zahl der Einwohner von Pitcairn bei 50 bis 60 Personen. Aussagekräftigste Quellen zur besonderen Demographie der Insel sind die Censusdaten.
- 1790: 27
- 1800: 34 ▲
- 1808: 36 ▲
- 1825: 66 ▲
- 1831: 65 ▼
- 1839: 106 ▲
- 1844: 119 ▲
- 1850: 106 ▼
- 1856: 194 ▲
- 1859: 16 ▼
- 1864: 43[45] ▲
- 1873: 70 ▲
- 1875: 85 ▲
- 1878: 90 ▲
- 1879: 90 ▬
- 1884: 105 ▲
- 1888: 112 ▲
- 1889: 127 ▲
- 1893: 136 ▲
- 1894: 130 ▼
- 1896: 132 ▲
- 1897: 142 ▲
- 1898: 142 ▬
- 1900: 136 ▼
- 1901: 126 ▼
- 1905: 169 ▲
- 1906: 104 ▼
- 1907: 160 ▲
- 1908: 150 ▼
- 1912: 148 ▼
- 1914: 165 ▲
- 1916: 163 ▼
- 1933: 190 ▲
- 1936: 200 ▲
- 1937: 233[46] ▲
- 1943: 163 ▼
- 1956: 161 ▼
- 1959: 143 ▼
- 1961: 126 ▼
- 1966: 96 ▼
- 1976: 74 ▼
- 1979: 61 ▼
- 1982: 55 ▼
- 1985: 58 ▲
- 1986: 68 ▲
- 1987: 59 ▼
- 1988: 55 ▼
- 1989: 55 ▬
- 1990: 59 ▲
- 1991: 66 ▲
- 1992: 54 ▼
- 1993: 57 ▲
- 1994: 54 ▼
- 1995: 55 ▲
- 1996: 43 ▼
- 1997: 40 ▼
- 1998: 66 ▲
- 1999: 46 ▼
- 2000: 51 ▲
- 2001: 44 ▼
- 2002: 48 ▲
- 2003: 59 ▲
- 2006: 65 ▲
- 2007: 64 ▼
- 2008: 66 ▲
- 2011: 67 ▲
- 2012: 48 ▼
- 2013: 49[47] ▲
- 2016: 54[48] ▲
- 2017: 49 ▼
- 2018: 50 ▲
- 2019: 50[49] ▬
- 2023: 35[1] ▼

## Pitcairn heute

### Politik

Flagge der Pitcairninseln

Die Pitcairninseln sind das letzte britische Überseegebiet im Südpazifik. Die Einwohner sind britische Staatsbürger (British Overseas Territories Act 2002). Der britische Monarch wird auf der Insel durch einen Gouverneur von Pitcairn vertreten; diese Stellung wird seit 1970 in Personalunion vom britischen Hochkommissar in Neuseeland ausgeübt. Zuvor hatte diese Position der britische Hochkommissar für den Westpazifik inne (1898 bis 1952) sowie der Gouverneur von Fidschi (1953 bis 1970).
Der Magistrat und ein Bürgermeister verwalten die Pitcairninseln intern. Von November bis Dezember 2004 verwaltete als Interimslösung erstmals eine Frau, Brenda Christian, die Insel. Ab 2013 war Shawn Christian gewählter Bürgermeister. Die Legislative wird vom Inselrat (Island Council) gebildet, der auch gleichzeitig judikative Befugnisse hat. Er besteht aus zehn Personen, vier davon werden direkt gewählt. Die Rolle eines Bindeglieds zwischen der Inselregierung und dem Gouverneur übernimmt das Pitcairn Islands Office mit Sitz in Auckland. Das PIO wird von einem vom Gouverneur ernannten Kommissar geleitet.
Der 2018 in seiner zweiten Amtszeit regierende Bürgermeister ist der wegen sexuellen Missbrauchs von Minderjährigen verurteilte Shawn Christian, ein direkter Nachfahre von Fletcher Christian.

### Wirtschaft
Die Bewohner Pitcairns importieren ihre Lebensmittel sowie Dinge des täglichen Bedarfs größtenteils aus Neuseeland, und wenn es möglich ist, kaufen sie diese von den besuchenden Kreuzfahrtschiffen. Die meisten Lebensmittel werden von den Bewohnern in Kühltruhen und -schränken aufbewahrt, von denen jeder Haushalt je nach Anzahl der Personen eine große Anzahl an das Stromnetz angeschlossen hat. Diese oft alten, teilweise defekten Kühltruhen und -schränke stellen die größte Belastung für das lokale Stromnetz und das Einkommen der Familien dar. Die Ernährung ist sehr stark an die britische und nordamerikanische Küche angelehnt, d. h. frittiert, stark fett- und zuckerhaltig.
Die Arbeitsplätze in der örtlichen Verwaltung sind die Haupterwerbsquelle der Bevölkerung. Eine andere gewinnträchtige Tätigkeit ist der Verkauf von geringwertigen handgefertigten Andenken, T-Shirts und ähnlichem an Kreuzfahrttouristen. Die Pitcairn Island Producers Cooperative (kurz: PipCo) vertreibt über ihren Onlineshop Produkte der Insel wie Honig, Propolistinktur, Seife, Schnitzereien sowie in Fernost hergestellte und auf Pitcairn bedruckte T-Shirts. Insbesondere das 1998 aufgelegte Programm zur Förderung der Imkerei war erfolgreich; mit dem Verkauf von Honig werden jährlich Erlöse von etwa 200.000 NZ$ erwirtschaftet.
Weitere Erwerbsmöglichkeiten bietet der Tourismus. Jährlich laufen etwa zwölf Kreuzfahrtschiffe Pitcairn an, von denen rund die Hälfte ihren Passagieren einen Ausflug auf die Insel ermöglicht. Umgekehrt gehen Inselbewohner an Bord der Kreuzfahrtschiffe, um dort ihre Waren zu verkaufen. Einige Pitcairner bieten Privatquartiere für Urlauber an. Die Entwicklungsmöglichkeiten im Tourismus sind wegen der Abgeschiedenheit der Insel, der langen und kostspieligen Anreise und der geringen Zahl von Attraktionen und Aktivitäten beschränkt.
Auf Pitcairn besteht eine öffentliche Dienstleistungspflicht. Da es weder Einkommens- noch Umsatzsteuern gibt, werden alle arbeitsfähigen Personen zu Dienstleistungen für die Gemeinschaft herangezogen, zum Beispiel zur Instandhaltung, Reinigung und Reparatur öffentlicher Einrichtungen, zum Betrieb der Langboote oder zur Erledigung anderer notwendiger Arbeiten.
Bis in die erste Hälfte der 1990er Jahre konnte Pitcairn seinen Finanzbedarf aus eigener Kraft decken. Mit dem Verkauf von Sammlerbriefmarken wurden hohe Gewinne erzielt; die damit erwirtschafteten Überschüsse flossen in den  Pitcairn Island Investment Fund, dessen Erträge ausreichten, um die Kosten der Inselverwaltung zu finanzieren. Ab 1993 schmälerten sinkende Zinsen sowie Kapitalentnahmen zur Deckung der Haushaltsdefizite diese Erträge, und 2004 musste der Fonds wegen Erschöpfung aufgelöst werden. Ebenfalls stark rückläufig sind die Gewinne aus dem Briefmarkenverkauf, da schrumpfende Umsätze bei gestiegenen Kosten dessen Rentabilität mindern. Da gleichzeitig die Kosten für öffentliche Dienstleistungen und Infrastruktur (insbesondere die Chartergebühren für die lebensnotwendige Schiffsverbindung) stark angestiegen sind, kann Pitcairn aktuell nur einen Bruchteil seines Haushalts selbst erwirtschaften und ist auf Budgethilfe vonseiten des Vereinigten Königreichs angewiesen. Die Erschließung neuer Einnahmequellen war bisher wenig erfolgreich; die Einnahmen aus den Landegebühren der Touristen, dem Münzhandel und der Vermarktung der Top-Level-Domain .pn decken nur einen geringen Teil des Defizits. Die Steuereinnahmen sind minimal, da die Bürger Pitcairns weder Einkommensteuer noch Zollgebühren bezahlen. Im Haushaltsjahr 2015/16 standen selbsterwirtschafteten Einnahmen von rund 1,4 Mio. NZ$ (850.000 €) Subventionen von etwa 6,5 Mio. NZ$ (3,9 Mio. €) gegenüber.

### Infrastruktur

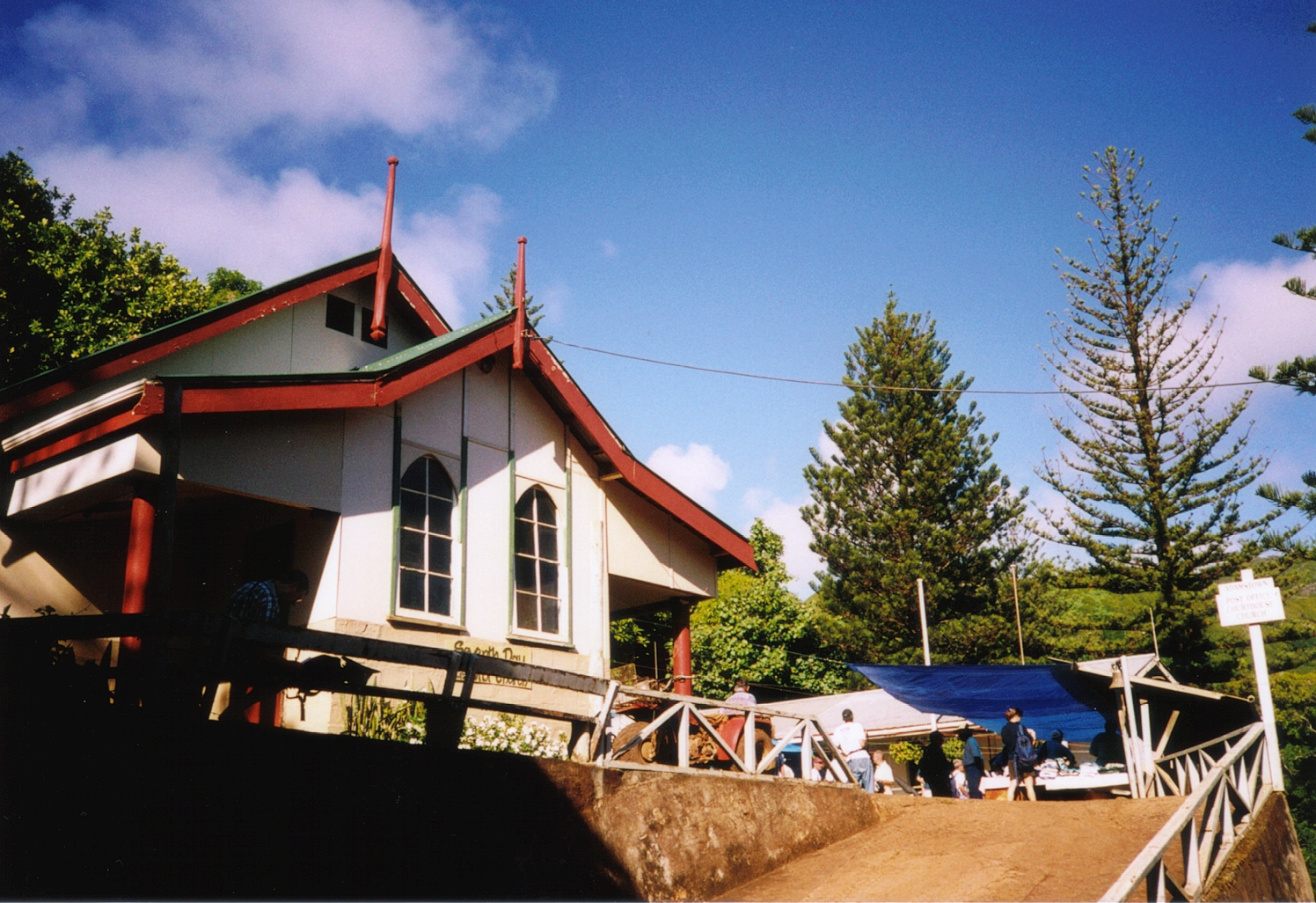
Hauptplatz mit Kirche

Mangels ganzjährig fließender Gewässer hat Pitcairn keine zentrale Süßwasserversorgung. Vorräte sind in Zisternen gespeichert, die Häuser verfügen über Wassertanks. Im Jahr 2010 hat die South Pacific Islands Applied Geoscience Commission (SOPAC), eine zwischenstaatliche, regionale Organisation zur nachhaltigen Entwicklung pazifischer Inseln, die Möglichkeit untersucht, Grundwasservorkommen auf Pitcairn zugänglich zu machen, um damit die Trinkwasserversorgung dauerhaft zu sichern. Eine Erschließung hat jedoch bisher nicht stattgefunden. Als großen Fortschritt empfanden die Einwohner die Installation von Toiletten mit Wasserspülung im Jahr 2003, insbesondere öffentliche für die gelegentlichen Kreuzfahrttouristen.
Bislang beruhte die Energieversorgung ausschließlich auf Dieselgeneratoren, nachdem ein Projekt zum Bau einer Windkraftanlage gescheitert war. In Umsetzung einer Studie aus dem Jahr 2017 zum Bau von Photovoltaikanlagen wurden inzwischen mehrere Gebäude mit Solarmodulen versehen. Ziel ist es, sämtliche Dächer damit auszurüsten.
Die Häuser sind mit Inseltelefon im UKW-Netz verbunden. Die Installation einer internationalen Erdbebenwarte mit der Notwendigkeit ständiger Datenübertragung hatte zur Folge, dass auch weltweiter E-Mail- und Telefonverkehr über Inmarsat möglich ist. Die Funkstation der Insel betreibt amtlichen Funkverkehr, es gibt aber auch Amateurfunkverbindungen auf Kurzwelle mit Pitcairn.
Die einzige befestigte Straße der Insel ist seit 2005 der von der Landestelle den Hill of Difficulties nach Adamstown hinaufführende, betonierte Weg. Hauptverkehrsmittel sind Quads und Motordreiräder.

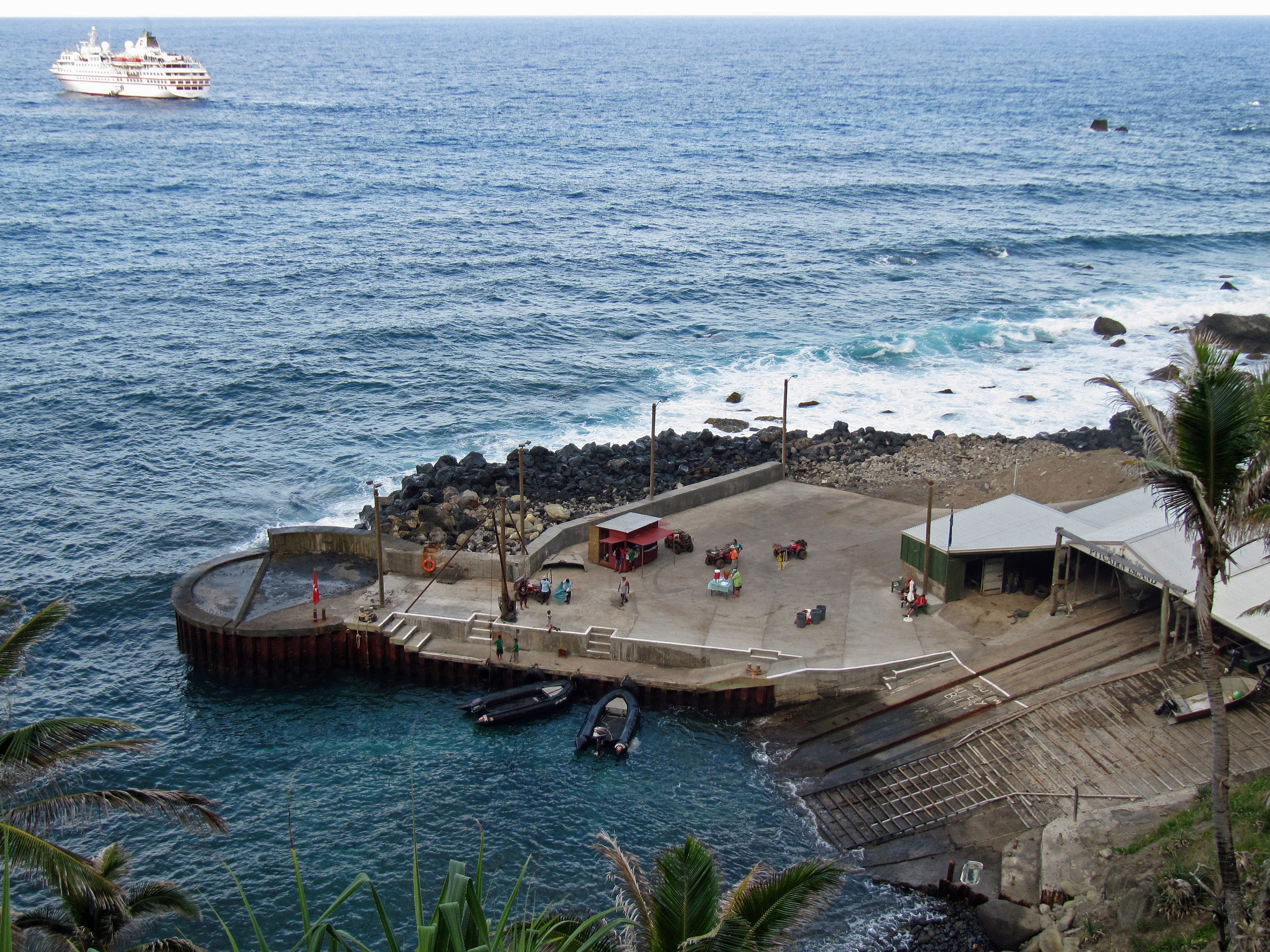
Bootslandestelle in der Bounty Bay

Pitcairn hat weder einen Hafen noch einen Flugplatz. Von Zeit zu Zeit wird über den Bau einer Flugpiste diskutiert, bislang jedoch ohne konkrete Umsetzung. Die gesamte Versorgung erfolgte mit Frachtschiffen, normalerweise Containerschiffen, die im Verkehr zwischen Neuseeland und dem Panamakanal einen Zwischenstopp einlegten. Seit 2009 werden Schiffe für regelmäßige Versorgungsfahrten von Neuseeland nach Pitcairn und für Fährverbindungen zwischen dem 500 Kilometer entfernten Mangareva (Gambierinseln), wo sich ein kleiner Regionalflugplatz befindet, und Pitcairn gechartert. Aktuell wird diese Versorgung mit dem Schiff Silver Supporter sichergestellt. Die Schiffe liegen jeweils auf Reede, und die Güter werden in oft gefährlichen Manövern mit den beiden rund zwölf Meter langen Aluminium-Arbeitsbooten (Longboats) der Pitcairner überstellt. Mit Mitteln aus Großbritannien und der EU wurde 2005 im Rahmen der Verbesserung der Infrastruktur auch die Bootslandestelle (The Landing) in der Bounty Bay renoviert und ausgebaut. Zudem wurde 2017 der Ausweichanleger Tedside auf der westlichen Inselseite mit betoniertem Uferweg und neuem Zufahrtsweg in Betrieb genommen.
Die Inselschule in einem 2006 neu errichteten Gebäude ermöglicht den Kindern eine Vor- und Grundschulausbildung. Die Lehrerin wird für ein Jahr verpflichtet und kommt meist aus Neuseeland. Kinder, die das zwölfte Lebensjahr vollendet haben, werden nach Neuseeland entsandt, um eine sekundäre Schulbildung abzuschließen. Anschließend können sie dort eine weiterführende Ausbildung absolvieren oder eine Universität besuchen.
Die Krankenstation befindet sich in einem Mitte der 1990er Jahre errichteten Gebäude unterhalb des Dorfes. Dort sind ein Behandlungszimmer mit Röntgeneinrichtung, ein Zahnbehandlungsraum, ein Labor und Medikamentendepot sowie ein Krankenzimmer untergebracht. Die britische Verwaltung ist seit 2004 bemüht, ständig einen Allgemeinmediziner auf der Insel zu stationieren, was die Krankenversorgung deutlich verbessert hat. Meist sind es britische, neuseeländische oder australische Ärzte, die für ein bis zwei Jahre nach Pitcairn entsandt werden und dort vom Pitcairn Island Office angestellt werden. Einige Pitcairnerinnen haben sich als Krankenschwester ausbilden lassen. Ein besonderes gesundheitliches Problem auf der Insel ist die Häufigkeit von Diabetes mellitus. Die Ursache dafür ist vermutlich das Zusammenwirken von genetischer Veranlagung und Adipositas, bedingt durch eine ungesunde, fettreiche Ernährung und ausgeprägten Bewegungsmangel.
In einem kooperativ betriebenen Gemischtwarenladen (General Store), mittlerweile eher ein kleiner Supermarkt, können die Inselbewohner Güter kaufen, die sie nicht selbst herstellen. Allerdings ist das Angebot beschränkt. Zur Infrastruktur gehören zudem das Postamt (Pitcairn Island Post Office) und das Government Treasury Office, eine Bank, in dem alle  Währungs- und Geldgeschäfte abgewickelt werden. Touristen können dort auch Bargeld – offizielle Währung ist der Neuseeland-Dollar – via Kreditkarte erhalten.

### Tourismus

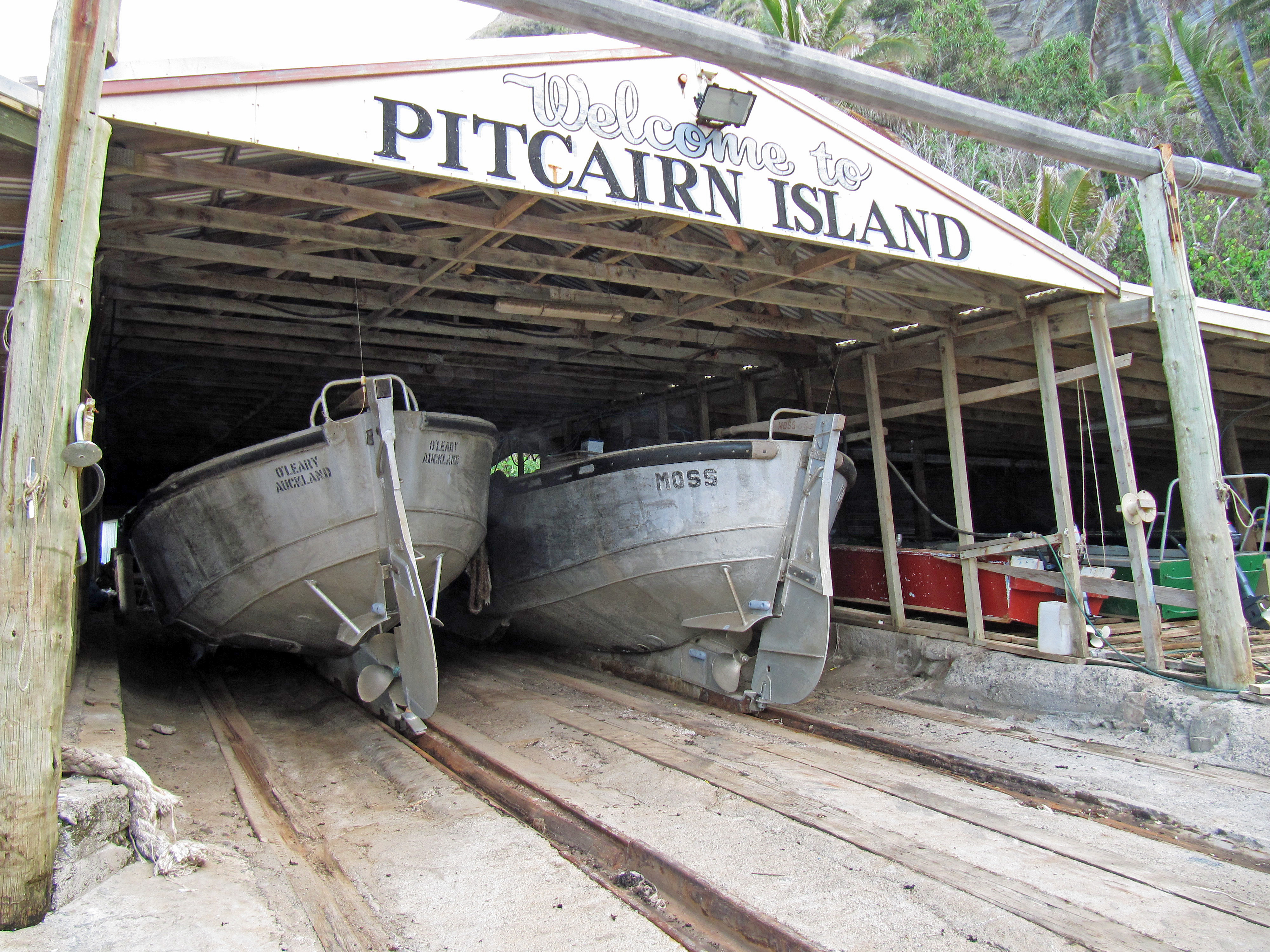
Bootshaus mit Langbooten

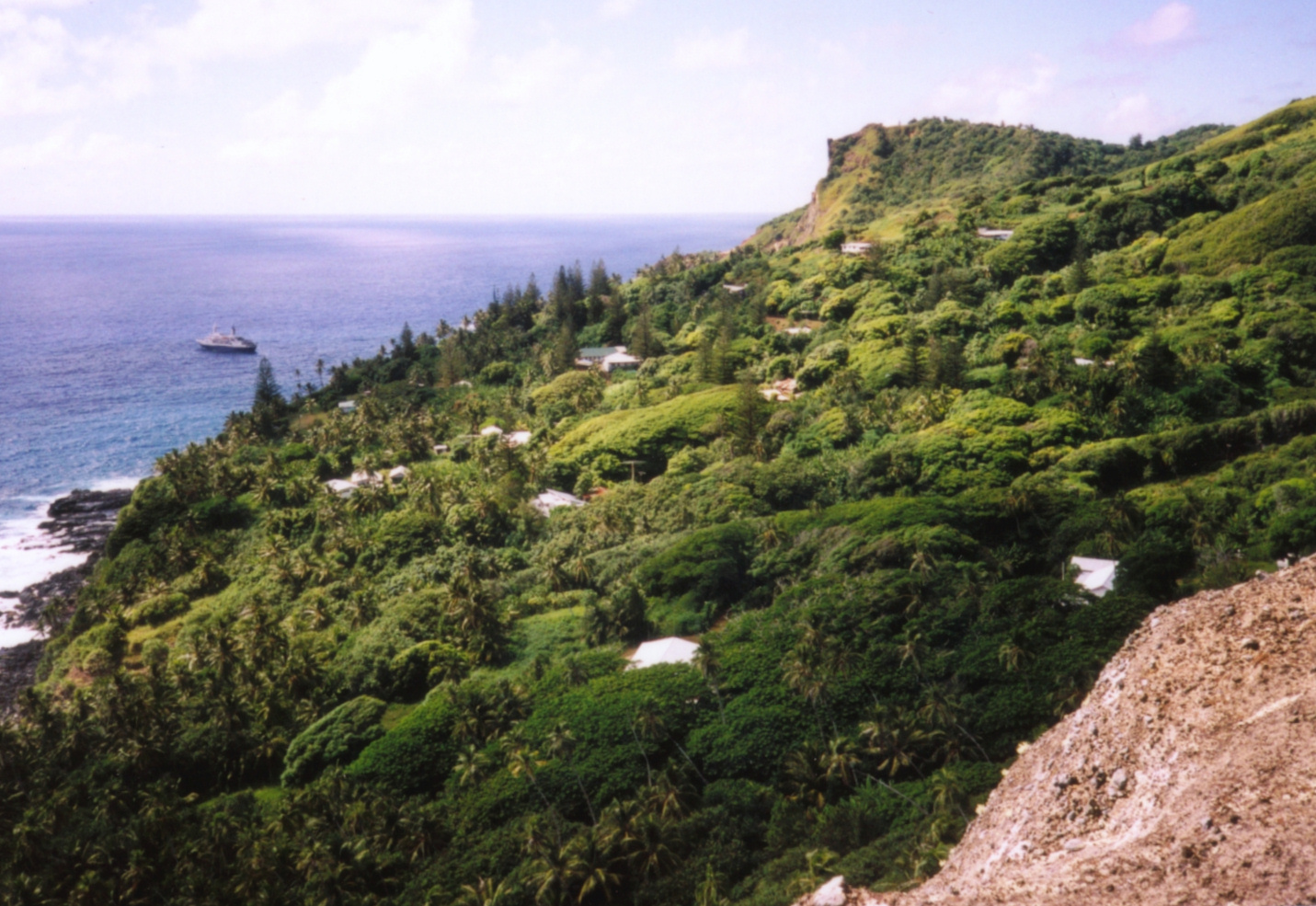
Adamstown von Christians Cave aus

Das abgelegene und nicht erschlossene Pitcairn ist nur schwierig zu erreichen. Die Versorgungsschiffe ab Neuseeland fahren unregelmäßig und nehmen nur eine beschränkte Anzahl von Touristen mit. Mehrtägige Aufenthalte sind möglich, auf der Insel gibt es einige bescheiden ausgestattete Privatquartiere. Kreuzfahrtschiffe suchen mehrmals im Jahr Pitcairn auf, sie liegen vor der Insel auf Reede, und die Pitcairner kommen, wenn das Wetter es erlaubt, mit ihren Booten an Bord, um Souvenirs zu verkaufen. Das Ausbooten von Passagieren ist wegen der starken Brandung oft zu gefährlich, sodass die meisten Kreuzfahrtpassagiere sich mit einer Umrundung der Insel begnügen müssen. Eine weitere Möglichkeit, die Insel zu erreichen, ist das Chartern einer Hochseeyacht in Tahiti oder auf den Marquesas.
Zum Betreten der Insel ist die Erlaubnis des Magistrates erforderlich, die für Kreuzfahrttouristen problemlos erteilt, Besuchern, die länger bleiben wollen, jedoch meist verweigert wird, nachdem man mit einigen Aussteigern in der Vergangenheit schlechte Erfahrungen gemacht hat. In Adamstown gibt es ein Regierungs-Gästehaus, das offiziellen Besuchern vorbehalten ist; andere Gäste müssen privat unterkommen.
Hauptattraktion ist wohl die Insel selbst mit ihren Bewohnern und das Wissen, zu den wenigen Menschen zu gehören, die Pitcairn jemals betreten haben.
- 2005 wurde ein kleines Museum eingerichtet. Es zeigt fein gearbeitete Steinwerkzeuge aus der Zeit der polynesischen Besiedelung, einige Relikte der Bounty, persönliche Besitztümer der Meuterer, die Schiffsbibel der Bounty und eine Sammlung der begehrten Briefmarken.
- Oberhalb von Adamstown liegt in einem steilen Felsen Christians Cave, eine flache Höhle mit Blick über die Insel und das Meer. Hierhin soll sich Fletcher Christian zurückgezogen haben, um nach britischen Schiffen Ausschau zu halten.

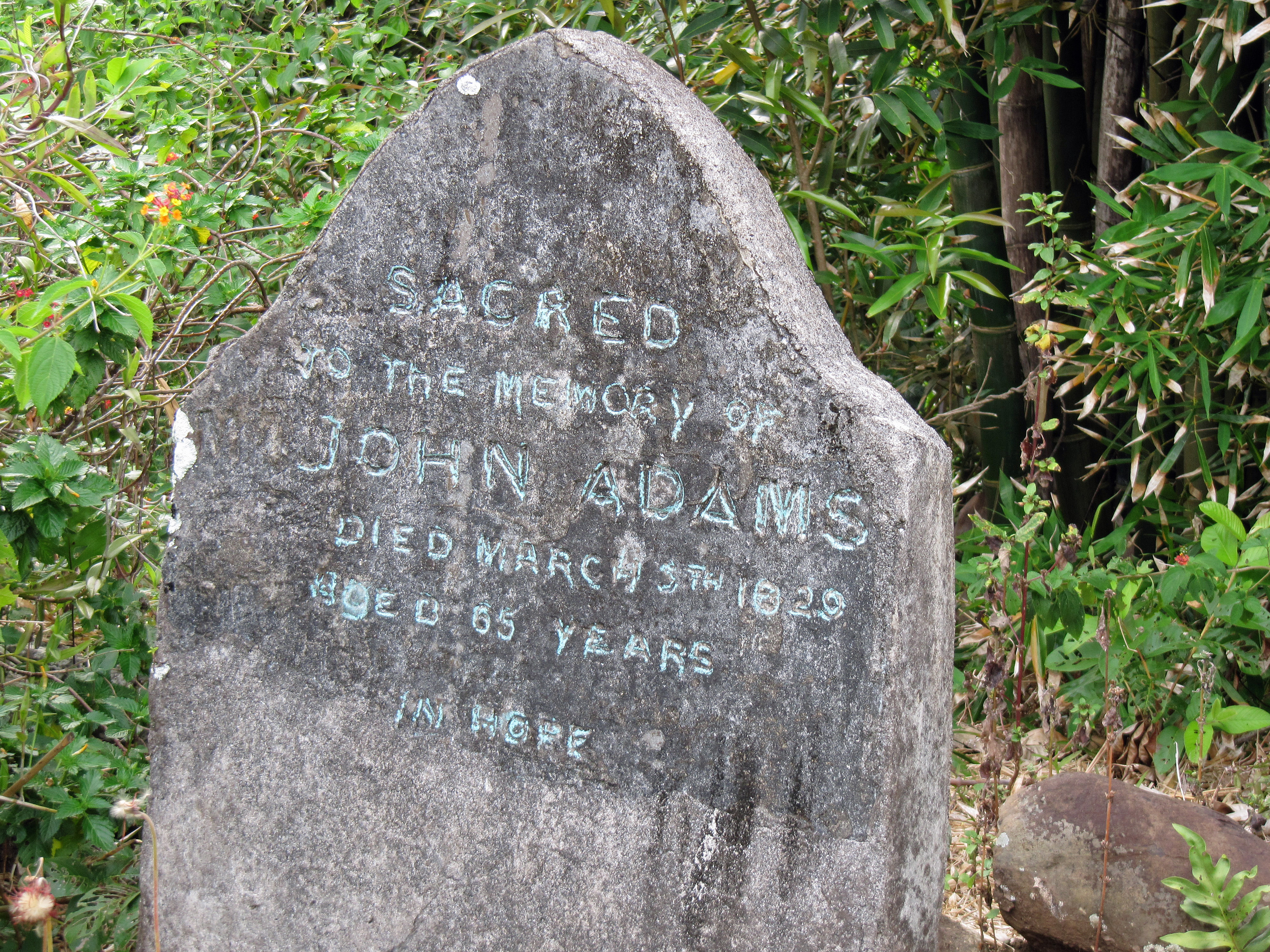
Grab von John Adams

- Am nördlichen Dorfrand befindet sich der kleine Friedhof, verwittert und mit blühenden Schlingpflanzen überwuchert. Außerhalb des Friedhofes, im Westen des Dorfes, liegt das Grab von John Adams, der neben seinen Frauen bestattet ist. Es ist das einzige erhaltene Grab eines Meuterers der Bounty.
- Der Hauptplatz, ein befestigter Platz in der Dorfmitte, wird umrahmt von der Kirche, der Post, dem Gemeindehaus und dem Gemeindesaal. Vor dem Gemeindehaus sind ein Anker und einer der Vierpfünder der Bounty ausgestellt. Eine weitere Kanone der Bounty befindet sich vor dem Haus des Pitcairners Len Brown.

Letzten offiziellen Zahlen aus dem Jahr 2012 nach besuchten 870 Touristen die Insel.

## Die Verfassung Pitcairns
Die Insel hatte bereits vor zweihundert Jahren eine – selbst nach heutigen Maßstäben – fortschrittliche Verfassung. Sie entstand auf Wunsch der Insulaner mit Unterstützung von Russell Elliott dem Kapitän der Sloop HMS Fly und wurde am 30. November 1838 an Bord der Fly unterzeichnet. Das aktive und passive Wahlrecht für den Magistrat, die „Inselregierung“, hatten sowohl Männer als auch Frauen, das Wahlalter betrug 18 Jahre. Für den jährlich gewählten Magistrat durften nur auf der Insel geborene Personen kandidieren. Bereits die erste Fassung enthielt eine Wahlpflicht, Nichtwähler wurden bestraft.:308 Die Eidesformel des Magistrats enthielt die Formulierung: „[...] und ich verpflichte mich zur ordnungsgemäßen Ausübung meines Amtes gegenüber Ihrer Majestät der Königin“ (. . . and hold myself accountable for the due exercise of my office to Her Majesty the Queen). Damit dürfte Elliot die Insel für das Vereinigte Königreich beansprucht haben.

## Der Vergewaltigungsprozess
Nach Gerüchten über Vergewaltigung und sexuellen Missbrauch von Minderjährigen wurde 1999 eine britische Polizistin nach Pitcairn entsandt, um Ermittlungen einzuleiten. Nach Auftauchen konkreter Beschuldigungen wurden auch Sozialarbeiter eingeschaltet. Die Erhebungen führten zu Strafverfahren gegen sieben von damals zwölf auf der Insel lebenden erwachsenen Männern – darunter war auch der zu diesem Zeitpunkt amtierende Bürgermeister Steven Raymon (Steve) Christian. Angeklagt wurde in insgesamt 55 Fällen, die bis zu vierzig Jahre zurückreichten.
Die Angeklagten erstritten zunächst das Recht, das Verfahren auf der Insel abhalten zu lassen, statt in Neuseeland, wie 2002 vom britischen Parlament vorgeschlagen. Um Zeugen aus Norfolk und Neuseeland per Videoübertragung vernehmen zu können, wurde die bestehende Satelliten-Übertragungsanlage ausgebaut. Weitere Baumaßnahmen wurden unter anderem erforderlich, um die Verdopplung der Einwohnerzahl der Insel während der siebenwöchigen Verhandlungen zu bewältigen. Zuletzt wurden Richter, Gerichtsbeamte, Polizisten, Verteidiger und Staatsanwalt auf die Insel verschifft; auch sechs Journalisten reisten an. Die Kosten des Verfahrens wurden laut New Zealand Press Association am 3. November 2006 mit nahezu 17 Millionen Dollar beziffert.
Die Verhandlung begann am 30. September 2004. Die Verteidiger argumentierten, die Insel unterliege nicht unbedingt britischem Recht; sexuelle Kontakte mit Minderjährigen entsprächen einem seit mehr als 200 Jahren bestehenden Gewohnheitsrecht.
Am 24. Oktober 2004 sprach das Gericht die Angeklagten in 35 der 55 untersuchten Fälle schuldig. Zwei Angeklagte, die sich während der Verhandlung bei ihren Opfern entschuldigt hatten, wurden zu 300 bzw. 400 Sozialstunden verurteilt. Vier Angeklagte erhielten Haftstrafen in Höhe von drei bis sechs Jahren. Einzig der vormalige Richter und spätere Bürgermeister Jay Warren wurde von den Vorwürfen freigesprochen. Die Verteidiger legten Berufung ein, die ab dem 18. April 2005 am Supreme Court in Auckland, Neuseeland, verhandelt und am 2. März 2006 abgewiesen wurde. Zuletzt riefen die Verurteilten den britischen Kronrat Privy Council (London) an, der im Oktober 2006 die Anträge endgültig ablehnte. 2007 wurde für die Verurteilten auf Pitcairn ein Gefängnis errichtet, das von Wachpersonal aus Neuseeland betrieben wird.
Nach dem Verfahren investierten Großbritannien und die Europäische Union in die Insel. Es wurden Telefon- und Internetverbindungen eingerichtet und die erste asphaltierte Straße gebaut. Des Weiteren befinden sich nun dauerhaft ein Polizeibeamter, ein Sozialarbeiter und ein Vertreter der britischen Regierung auf der Insel. Der Besuch von Kindern auf der Insel wurde stark reglementiert. Touristen dürfen Kinder unter 16 Jahren nur nach vor Reiseantritt erfolgter Abstimmung mit der dortigen Verwaltung auf die Insel bringen. Die im Auftrag der britischen Regierung tätigen Beamten dürfen ihre Kinder für die Dauer ihrer Tätigkeit nicht auf die Insel mitnehmen.

## Sonstiges
Bis vor wenigen Jahren steuerten die Pitcairner mit ihren beiden offenen Aluminiumbooten (Longboats) die 140 Kilometer entfernte, ansonsten unbewohnte Insel Oeno an, um dort einige Erholungstage mit Baden und Fischen zu verbringen, da es auf Pitcairn selbst keinen Sandstrand gibt. Für diesen Zweck wurden auf Oeno einige offene, palmblattgedeckte Hütten zum Kochen und Wohnen errichtet. Wegen mangelnder Wartung und Reparaturen ist der Zustand der Langboote für Hochseefahrten unzureichend. Der weitestgehende Verlust von seefahrerischen Kenntnissen und Fähigkeiten hat zur Folge, dass keine Fahrten außerhalb des Sichtbereiches der Insel mehr möglich sind.
In einer politischen Satire von Mark Twain, der 1879 veröffentlichten Kurzgeschichte The Great Revolution in Pitcairn (deutsch Ein Miniaturreich im Weltmeer), sagt sich die Inselbevölkerung von Großbritannien los und ruft einen zwielichtigen Amerikaner zum Kaiser aus.
COVID-19 erreichte die Insel am 16. Juli 2022.

## Sprache
Pitkern respektive Pitcairn-Englisch ist das auf der Insel bis heute gesprochene Idiom.